# Pont des Courses
Le pont des Courses a été construit par Louis Harel de la Noë pour les chemins de fer des Côtes-du-Nord. Il passe sous une arche du pont de la Compagnie des chemins de fer de l'Ouest (ligne de Saint-Brieuc au Légué) réalisé en 1886.
Le pont est inscrit au titre des monuments historiques en 2018.
Réhabilité par l'association des chemins de fer des Côtes-du-Nord en 2020, il est désormais réservé aux cyclistes et aux piétons.
Le viaduc supérieur de la ligne de Saint-Brieuc au Légué est désaffecté.

## Caractéristiques
Le pont, composé d'une arche unique de 12 m, a une longueur de 40 m.

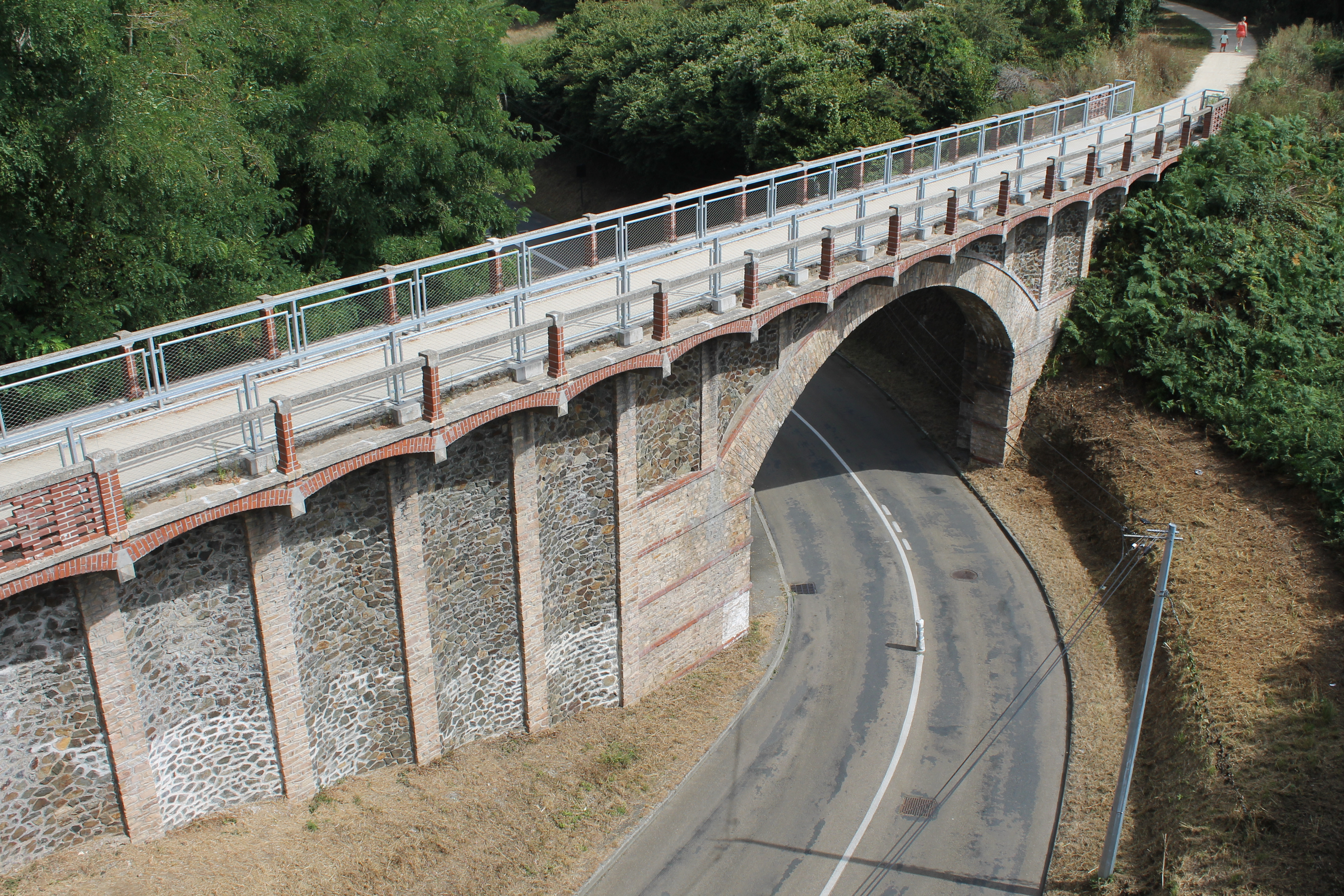
Le pont en 2022.

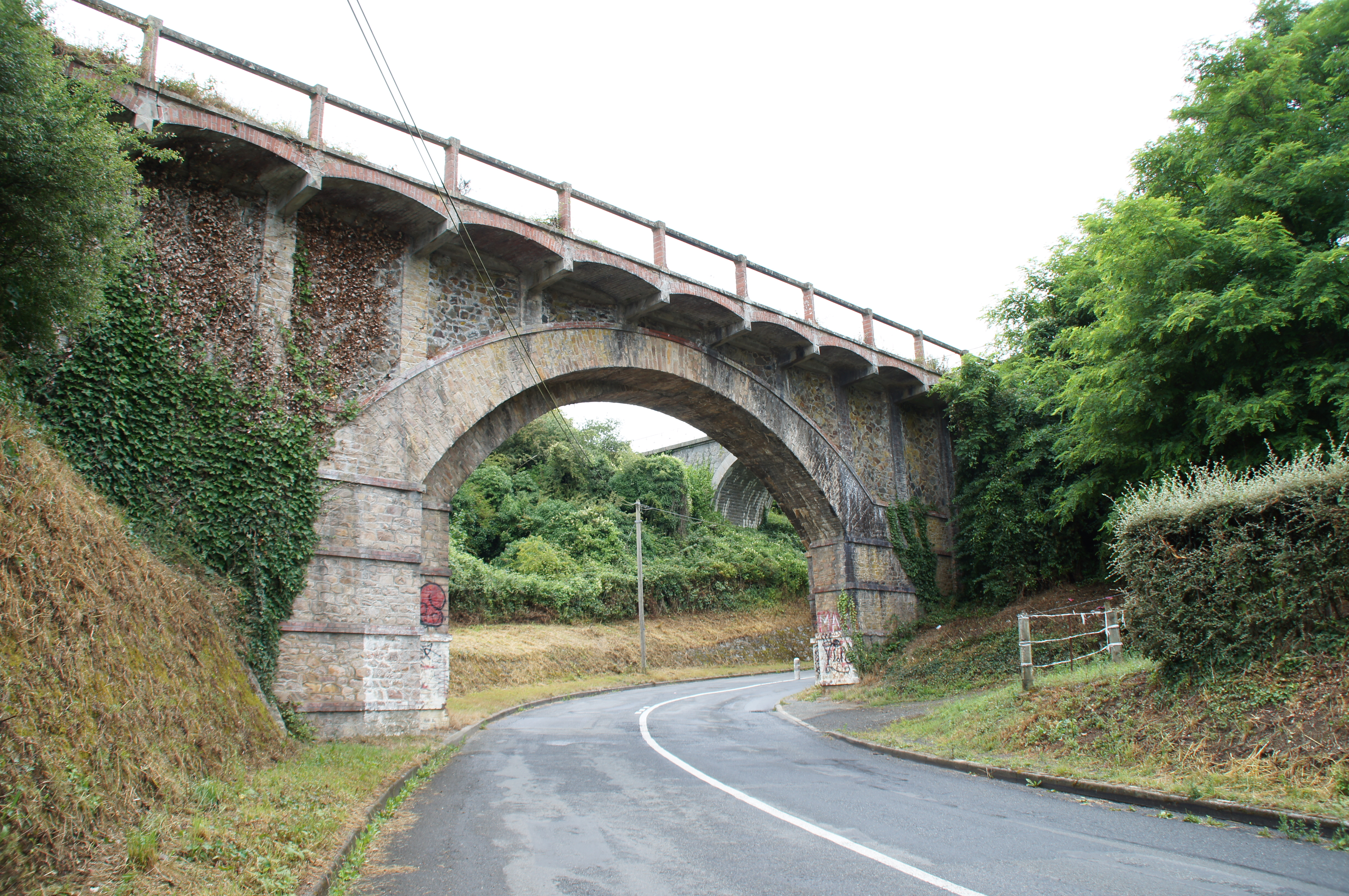
Le pont en 2015.

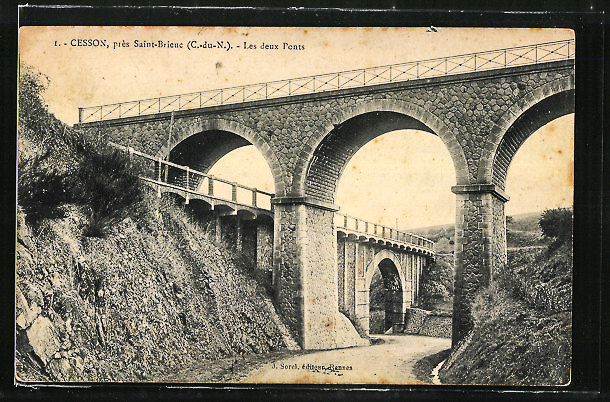
Les deux Ponts du Chemin des Courses.